# 人马座ν
人马座ν （ν Sgr）由两个恒星系统人马座ν¹和人马座ν²共同拥有。这两个恒星系统在天空中相距0.23°。俗名Ain al Rami，源于阿拉伯语عين الرامي  cain ar-rāmī ，意为射手之眼。托勒密称这个星云为Facies。
斗宿三作为最早被分辨的双星之一而往往被提及。在天文学大成一书中，托勒密把这颗恒星和附近的球状星团NGC 6717形容为“星云状的、加倍的”来表示它的二重属性。

## 人马座ν¹
人马座ν¹，中国星官名建增六，是一个离地球1850光年的三合星系统。其主星人马座ν¹ A为K1光谱型超巨星，视星等为+4.86。有两颗+10.8等的伴星绕它旋转：距离主星2.5弧秒的人马座ν¹ B 和距离主星28.2弧秒的人马座ν¹ C。

## 人马座ν²
人马座ν² A，中国星官名建增七，光谱型为K1，视星等+5.00。距离地球大约270光年。